# П'янфеї
П'янфеї (італ. Pianfei, п'єм. Pianfèj) — муніципалітет в Італії, у регіоні П'ємонт, провінція Кунео.
П'янфеї розташовані на відстані близько 480 км на північний захід від Рима, 80 км на південь від Турина, 13 км на схід від Кунео.
Населення — 2251 особа (2014).

## Демографія
Населення за роками:

Станом на 1 січня 2023 року в муніципалітеті офіційно проживали 104 іноземці з 15 країн, серед них 42 громадяни країн Євросоюзу та 4 громадяни України.

## Сусідні муніципалітети
- К'юза-ді-Пезіо
- Маргарита
- Мондові
- Роккафорте-Мондові
- Вілланова-Мондові